# Приокская
Приокская — поселок железнодорожной станции в Заокском районе Тульской области в составе сельского поселения Малаховское.

## География
Поселок железнодорожной станции находится в северной части Тульской области на расстоянии приблизительно 10 км на север от посёлка Заокский, административного центра района у железнодорожной линии Серпухов-Ясногорск.

## История
Станция Приокская была открыта в 1867 году, первоначальное название соответствовало соседней деревне (ныне станция стала остановочной платформой). В 1926 году здесь было отмечено 30 дворов, а в конце 1930-х 36. С 1964 года носит современное название.

## Население
Постоянное население составляло 128 человек (1926 год), 20 (русские 100 %) в 2002 году, 17 в 2010.